# Origins, Vol. 2
Origins, Vol. 2 är ett coveralbum av Ace Frehley. Det gavs ut den 18 september 2020.

## Låtlista
1. "Good Times Bad Times" (Led Zeppelin)
2. "Never In My Life" (Mountain)
3. "Space Truckin'" (Deep Purple)
4. "I'm Down" (The Beatles)
5. "Jumpin' Jack Flash" (The Rolling Stones)
6. "Politician" (Cream)
7. "Lola" (The Kinks)
8. "30 Days in the Hole" (Humble Pie)
9. "Manic Depression" (The Jimi Hendrix Experience)
10. "Kicks" (Paul Revere and the Raiders)
11. "We Gotta Get Out of This Place" (The Animals)
12. "She" (KISS; bonusspår)